# Erica Hubbard
Erica Hubbard (Chicago, 2 gennaio 1979) è un'attrice, scrittrice e produttrice cinematografica statunitense.

## Biografia
Nasce a Chicago, dopo vari anni di esperienza come attrice in alcuni telefilm e nello spettacolo The Next Singer del 2001,ottiene un ruolo nel spettacolo Save the Last Dance di Thomas Carter. È nota al pubblico internazionale soprattutto per la serie televisiva, Lincoln Heights. 
Ha intrapreso anche la carriera di produttrice cinematografica e, nel 2014, ha ottenuto un ruolo come protagonista, produttrice e aiuto regista nello spettacolo Black Coffee, No Sugar, No Cream. (Caffè nero, niente zucchero, niente crema).
Nel 2005 ha pubblicato Fame...My Objective (La fama ... è il mio obbiettivo)  e nel 2011 The Future...The Fame is this (Il Futuro ... la fama è questa).

## Filmografia

### Cinema
- Save the Last Dance, regia di Thomas Carter (2001)
- Banged Up, regia di Theophile Yockot (2003)
- A Cinderella Story, regia di Mark Rosman (2004)
- 4 amiche e un paio di jeans (The Sisterhood of the Traveling Pants), regia di Ken Kwapis (2005)
- Una parola per un sogno (Akeelah and the Bee), regia di Doug Atchison (2006)
- Simon Says, regia di William Dear (2006)
- Disfunctional Friends, regia di Corey Grant (2012)
- Forbidden Woman, regia di Clyde Jones (2013)
- Black Coffee, No Sugar, No Cream, regia di Mark Harris (2014)

### Televisione
- Boston Public – serie TV, 4 episodi (2002)
- The Replacements – serie TV, 25 episodi (2006-2007)
- Lincoln Heights – serie TV, 42 episodi (2007-2009)
- Cold Case - Delitti irrisolti (Cold Case) – serie TV, 6 episodi (2010)
- Let's Stay Togheter – serie TV, 34 episodi (2011-2013)
- The Misadventures of Awkward Black Girl – miniserie TV, 2 episodi (2013)

### Produttrice
- Someone Hard My Cry, regia di Arvel Chappel (2009)
- The Last Fall, regia di Mattew A. Cherry (2012)
- Black Coffee, regia di Mark Harris (2014)

## Doppiatrici italiane
- Letizia Scifoni in Lincoln Heights - Ritorno a casa
- Francesca Manicone in Cold Case - Delitti irrisolti